# Битва за Глину (1943)
Битва за Глину в ноябре 1943 года (сербохорв. Битка за Глину новембра 1943. / Bitka za Glinu novembra 1943.) — второе по счёту сражение за хорватский город Глину между силами Народно-освободительной армии Югославии и армией Третьего рейха, состоявшееся с 23 по 25 ноября 1943 года. Штурм окончился неудачно для югославов.

## Расстановка сил
В Хорватской бановине в ноябре 1943 года базировались несколько частей 11-я моторизованной дивизии СС «Нордланд» и 1-й казачьей дивизии вермахта при поддержке местных хорватских воинских частей. Город Глину защищал батальон 24-го танково-гренадерского полка «Данмарк», рота из 5-й усташской бригады и около 50 жандармов.
Для подготовки к штурму города были отправлены 7-я Банийская и 8-я кордунская дивизии НОАЮ. Положение штурмующих осложнялось тем, что город был укреплён многочисленными бункерами и ДЗОТами, везде были расставлены линии колючей проволокой, а небо над Глиной контролировала авиация вермахта.

## Сражение

### Краткая хронология
Атака началась в ночь с 23 на 24 ноября: 7-я Банийская дивизия отправила в бой 3-ю ударную, 2-ю и 8-ю ударную бригады для штурма города. Поддержку пехотинцам оказывала группа из трёх танков и две артиллерийские батареи лёгких польских пушек и тяжёлых гаубиц. 3-я ударная бригада атаковала с юго-запада, 2-я бригада наносила удар с юго-востока, а 4-я бригада двигалась с северо-востока. Первая атака, однако, окончилась неудачей. 25 ноября штурм города возобновился, однако 2-я бригада подверглась атаке немецкой авиации и спешно отступила. 1-я бригада из резерва вступила в бой за город, но и её усилий оказалось недостаточно для прорыва обороны. Штаб 4-го корпуса, получив данные о потерях, принял решение о прекращении атаки: 7-я дивизия потеряла 38 человек убитыми, 11 ранеными и ещё три человека пропавшими без вести.

### Бой за Храстовицу
Несмотря на то, что штурм города провалился, югославским силам удалось потеснить немцев близ Храстовицы. Две бригады 8-й дивизии с стороны Петрини оказывали поддержку основным атакующим силам: 1-я бригада занимала место Гора, а 3-я бригада брала Храстовицу. С основными немецкими силами они в бой не вступали.
3-я бригада 25 ноября взяла Храстовицу, разгромив её гарнизон, который состоял из роты эсэсовцев и домобранцев. Тяжелоукреплённая линияи была прорвана югославами: немцы потеряли 91 человека убитыми (из них 4 старших и 4 младших офицера) и 59 попавшими в плен.

## Последствия
В радиопереговорах между командованиями юго-восточных частей вермахта и 2-й танковой армии было упомянуто о нападении на город: пленные из 1-й и 4-й Банийских бригад в плену выдали сведения о готовящейся атаке, что позволило немцам уничтожить два из трёх танков, шедших на город, перекрыть дорогу на Петриню и разрушить мост к северо-востоку от Глины. Именно это и стало залогом победы немецких войск при отражении партизанской атаки.
В конце ноября 1943 года 11-я дивизия СС полностью покинула Бановину, предоставив казачьей дивизии вермахта нести службу. При поддержке 371-й и 373-й пехотных дивизий вермахта и усташей эти части начали 6 декабря 1943 карательную операцию «Пантера» против 7-й Банийской дивизии с одобрения командования 2-й танковой армии. Однако ожидаемого облегчения эти операции не принесли, а 8 января 1944 7-я дивизия снова завязала бои с немцами. 11 января 1944 немецкие части оставили Глину, поскольку она уже была отрезана от территорий, занятых немцами.